# Czerniec (województwo dolnośląskie)
Czerniec (do 1945 niem. Schwarzau) – wieś w Polsce położona w województwie dolnośląskim, w powiecie lubińskim, w gminie Lubin.

## Podział administracyjny
W latach 1975–1998 miejscowość administracyjnie należała do województwa legnickiego.

## Zabytki
Do wojewódzkiego rejestru zabytków wpisane są:
- kościół ewangelicki, obecnie rzymskokatolicki filialny pw. Matki Bożej Wspomożenia Wiernych, z pierwszej połowy XIX w.
- dzwonnica, drewniana, z 1794 r.
- cmentarz przykościelny

## Komunikacja
Przez Czerniec przebiega trasa linii nr 103 komunikacji miejskiej w Lubinie.
- Kierunek z Lubina do Czerńca: 
  - Czerniec
- Kierunek z Czerńca do Lubina: 
  - KGHM
- Przystanki we wsi: 
  - Czerniec
  - Czerniec wieś NŻ (NŻ - na żądanie)